# 第64回NHK紅白歌合戦
『第64回NHK紅白歌合戦』（だいろくじゅうよんかいエヌエイチケイこうはくうたがっせん）は、2013年（平成25年）12月31日（JST、以下同じ）に放送された通算64回目のNHK紅白歌合戦である。

## 放送まで
日付はいずれも2013年。
9月5日
NHKの松本正之会長の定例記者会見の席にて放送日時が公表された。
10月18日
この日行われた記者会見で、今回の司会者とテーマが発表された。司会者として、紅組司会を綾瀬はるか、白組司会を嵐、総合司会を有働由美子が務めることがそれぞれ発表された。また、テーマは「歌がここにある」と発表された。司会発表はNHKホール前の屋外特設会場で行われ、両組司会の綾瀬・嵐がリムジンに乗って登場する演出が行われた。
11月20日
紅白PR大使に能年玲奈を起用することを発表した。
11月25日
今回の出場歌手（51組）が正式発表された。
12月5日
当日のテレビ副音声『紅白ウラトークチャンネル』にテリー伊藤と橋本奈穂子アナウンサー。ラジオ中継実況担当に吉田一貴アナウンサーと久保田祐佳アナウンサーが決定したことが発表された。
12月17日
当日年越しライブを行うパシフィコ横浜からの中継出演となる福山雅治の出演部分を 中華民国（台湾）・台北市にて行われる番組『跨年晚會（台北ニューイヤーズパーティ）』との3元中継を行うことを発表。同番組は台湾に限らず 中国・ 香港全土への生中継が行われる。
12月18日
公式サイトで出場歌手が当日披露する曲目を発表。水樹奈々とT.M.Revolution、松田聖子とクリス・ハートがそれぞれ同一メドレーでの「共演」の形になることが明らかになった。また、メドレー形式での歌唱が過去最多の11組になることも明らかになった。
また、DREAMS COME TRUEは岩手県陸前高田市からの中継参加となることも同日発表された。
12月23日
この年上期の連続テレビ小説『あまちゃん』の出演者による企画コーナーを実施することが発表された。当日は能年を始めとするドラマ出演者が登場、宮藤官九郎が脚本を書き下ろし、音楽は大友良英が担当するなど、ドラマ制作チームがそのまま当日の演出を担当する。
12月24日
ゲスト審査員・ゲストが発表された。
12月26日
曲順が発表され、最終審査の際、麻布大学野鳥研究部による会場審査員の集計が第53回（2002年）以来11年ぶりに復活することが発表された。

## 当日のステージ

### 前半
- 大友良英作曲のアヴァンBGM「地元スカ[注 2]」が流れる中、プロジェクションマッピングによって映し出されたNHKホールの外観をバックに両組司会の綾瀬はるかと嵐がトークした後、「あまちゃんスペシャルビッグバンド」による「64回だヨ！紅白歌合戦」[注 3]の生演奏からスタート[16]。天野アキ（能年玲奈）が銅鑼を鳴らし開会を宣言した[17]。
- NMB48は、自身のステージに続いて細川たかしのバックダンサーを務めた[18]。
- 伍代夏子は、夫の杉良太郎と出場20回目にして初共演。AKB48をバックに歌い上げ、審査員席の杉が「きょうは特に良かったです」と感想を述べた[19]。
- 伍代の歌唱後、岩手県北三陸市からの“生中継”[注 4]として『あまちゃん』メンバーによる寸劇を披露。「スナック梨明日」での忘年会に集う北三陸の面々と、NHKホールの天野アキ（能年玲奈）とのやりとりを展開した。
- 藤あや子のステージには同じ秋田県出身の壇蜜が登場した。花魁姿で得意（坂東流師範の腕前）の日本舞踊をテレビ初披露した[21]。
- サカナクションは歌唱前に、NHKサッカー中継のテーマ曲「Aoi」をBGMにサッカーのVTRが流れる紹介があった。
- 天童よしみの歌唱前に、ステージ脇の通路でくまモンとふなっしーが乱闘状態になった[22]。
- Linked Horizonは、合唱団64人、ダンサー12人ら100人超の楽団を引き連れてのパフォーマンス。アニメ『進撃の巨人』（MBS制作、後にNHK でも放送）の映像も紹介され、和田アキ子が作中の「和田アキ子似の巨人」に苦笑する場面もあった[23]。また、歌詞中に出てくる主人公「（エレン・）イェーガー」に合わせて、ファンやNHK紅白歌合戦の公式Twitterが「イェーガー」と一斉にツイート[24]、これが17万ツイートを超え、同日のツイート数で1位となる現象が生じた[25]。
- 水樹奈々とT.M.Revolutionは、メドレーの間奏部分で早着替えを披露した。「Preserved Roses」では白を基調とした衣装、「革命デュアリズム」では赤を基調とした衣装で歌唱した。
- 坂本冬美の歌唱の際には、鼓童と共に、テレビ朝日系列『関ジャニの仕分け∞』の太鼓の達人仕分けで圧倒した大倉忠義（関ジャニ∞）も和太鼓演奏に参加した[26]。
- 前半終了前の特別企画「花は咲く」の歌唱前、曲紹介をしていた綾瀬が涙を流してしまい、言葉を詰まらせる場面があった[27]。その後、中間審査の間に鉄拳がフリップを用いた漫談「こんな紅白はイヤだ!」を披露する予定になっていたが、時間の都合でネタが全編カットになってしまい、そのままニュース（武田真一担当）に繋がった[28]。

### 後半
- 後半冒頭での登場となったEXILEは、本ステージを以ってHIROがパフォーマーを引退。「本当に沢山の人たちに支えられて幸せです。来年はさらに進化させたEXILEをお見せしたい」と挨拶した[29]。
- ももいろクローバーZは、田中将大がメンバーを意識した5色のグローブを手にして曲紹介。金閣寺をイメージした金色の衣装でメドレーを披露した[30]。
- aikoの曲紹介時、綾瀬が曲名を間違える場面があった[31]。なお、aikoは番組終了直後に生出演したTBS系列『CDTVスペシャル 年越しプレミアライブ 2013→2014』でこのミスをネタにした[32]。
- TOKIOの曲紹介時、第45回（1994年）に初出場した当時の映像が紹介され、国分太一は「この時の長瀬を見ると、今の長瀬はゴリラになりましたね」とコメントした[33]。
- 『あまちゃん』“特別編”の本編ステージがどのタイミングで挿入されるかは事前に明らかにされていなかったが、和田アキ子とDREAMS COME TRUEの間で披露された。
- DREAMS COME TRUEは岩手・宮城の4高校の音楽部・合唱部のコーラスをバックにステージを披露[34]、東日本大震災から5ヶ月後の2011年8月19日に陸前高田市で行った無料ライブ時の「絶対また来るね！」という約束を果たすステージとなった[13]。
- きゃりーぱみゅぱみゅは「にんじゃりばんばん」の歌唱後、衣装の中から黒人男性が現れる仕掛けがあった[35]。
- AKB48は後半での登場となり、18歳以上のメンバー[注 5]総勢110人が世界各国の110種の衣装を身にまとってパフォーマンス[36]。「恋するフォーチュンクッキー」歌唱後、「ヘビーローテーション」との曲間に大島優子がAKB48からの卒業を発表した[37]。この卒業発表は、大島から秋元康プロデューサーを通じて事前にNHK側に許諾を得た上での発表だったといい、AKBメンバーには誰にも知らせていなかったという[38]。なお、今回紅白内でサプライズ的に卒業発表を行ったことに関しては賛否両論の意見が見られる[39]。
- 泉谷しげるは間奏で手拍子をする観客に対し「手拍子してんじゃねぇ!」と毒づき、曲の終盤では「今日ですべてが終わる。今日ですべてが変わる。自分だけの今日に向かえ!」と視聴者へのエールを送った[40]。
- 白組司会の嵐の曲紹介は綾瀬と滝川クリステル（ゲスト審査員）が行った。
- 紅白の勝負を超えた存在として「究極の大トリ」の名目で史上初の50回出場を花道に出場勇退を宣言した北島三郎は「まつり」を歌い、花道を飾った[41][42]。北島は曲中で5度も「ありがとうございました」と頭を下げ、五木ひろしにマイクを向け一節彼に歌唱させる場面もあった[43]。歌唱後、他の出場歌手らと次々と握手を交わし、挨拶を求められ、「ありがとうございました」とまた頭を下げて、「歌の仲間たちがこんなに熱く応援して頂き、北島はこれで紅白を卒業させてもらいます。ありがとうございました!」と感謝の言葉を並べた[44][43]。
- 今回も例年通り、審査中にダイジェストが流されたが、この演出は今回で一旦終了となった。なお、第66回（2015年）以降ではこの演出が再び行われている。
- 北島は最後まで感謝の言葉を交わし、「蛍の光」大合唱終了後、もう一度、カメラの前で「ありがとうございました」の挨拶で本紅白を締めた[43]。

### 結果
上述の通り麻布大学野鳥研究部による会場審査員の得点集計を11年ぶりに復活。加えてボールによる最終判定を第57回（2006年）以来7年ぶりに復活させ、ゲスト審査員の票に重きを置く形となった。
審査方法は中間審査でデジタルTV・ケータイ・ワンセグ・スマートフォンによる各視聴者審査員の総得票数で優勢と判断された方に1点。加えて最終審査で会場審査員と各視聴者審査員の総得票数で優勢と判断された方に各1点、ゲスト審査員各人1点の合計13点が割り当てられた。
結果白組が優勝し、対戦成績も白組35勝、紅組29勝となった。嵐の5人を代表してリーダーの大野が杉良太郎から優勝旗を授与された。
- 紅組：4点 - 白組：9点
- 中間審査
  - デジタルTV・ケータイ・ワンセグ・スマートフォン審査の投票数（1点）紅組：209,239票 - 白組：266,887票
- 最終審査
  - 会場審査の投票数（1点）紅組：864票 - 白組：1,836票
  - デジタルTV・ケータイ・ワンセグ・スマートフォン審査の投票数（1点）紅組：235,669票： - 白組：431,783票
  - ゲスト審査員の投票（10点）紅組：4点 - 白組：6点

## 出場歌手
紅組、      白組、      特別企画、      初出場、      返り咲き。
| 曲順 | 組   | 歌手名                 | 回 | 曲目                                      |
| ---- | ---- | ---------------------- | -- | ----------------------------------------- |
| 1    | 紅   | 浜崎あゆみ             | 15 | INSPIRE                                   |
| 2    | 白   | Sexy Zone              | 初 | Sexy平和Zone組曲                          |
| 3    | 紅   | NMB48                  | 初 | カモネギックス                            |
| 4    | 白   | 細川たかし             | 37 | 浪花節だよ人生は 2013                     |
| 5    | 白   | 德永英明               | 8  | 夢を信じて                                |
| 6    | 紅   | 香西かおり             | 17 | 酒のやど                                  |
| 7    | 白   | 郷ひろみ               | 26 | Bang Bang                                 |
| 8    | 紅   | E-girls                | 初 | E-girls 紅白スペシャルメドレー2013        |
| 9    | 白   | 三代目 J Soul Brothers | 2  | 冬物語                                    |
| 10   | 紅   | 伍代夏子               | 20 | 金木犀                                    |
| 11   | 紅   | AAA                    | 4  | 恋音と雨空                                |
| 12   | 白   | 福田こうへい           | 初 | 南部蝉しぐれ                              |
| 13   | 紅   | 藤あや子               | 19 | 紅い糸                                    |
| 14   | 白   | サカナクション         | 初 | ミュージック                              |
| 15   | 紅   | miwa                   | 初 | ヒカリヘ                                  |
| 16   | 白   | ポルノグラフィティ     | 12 | 青春花道                                  |
| 17   | 紅   | 天童よしみ             | 18 | ふるさと銀河                              |
| 18   | 白   | Linked Horizon         | 初 | 紅蓮の弓矢 [紅白スペシャルver.]           |
| 19   | 紅   | 水樹奈々               | 5  | -革命2013- 紅白スペシャルコラボレーション |
| 19   | 白   | T.M.Revolution         | 4  | -革命2013- 紅白スペシャルコラボレーション |
| 20   | 紅   | SKE48                  | 2  | 賛成カワイイ!                             |
| 21   | 白   | 森進一                 | 46 | 襟裳岬                                    |
| 22   | 紅   | 坂本冬美               | 25 | 男の火祭り                                |
| 23   | 白   | コブクロ               | 8  | 今、咲き誇る花たちよ                      |
| 企画 | 企画 |                        |    | 花は咲く                                  |

| 曲順 | 組   | 歌手名               | 回 | 曲目                                          |
| ---- | ---- | -------------------- | -- | --------------------------------------------- |
| 24   | 白   | EXILE                | 9  | EXILE PRIDE 〜こんな世界を愛するため〜        |
| 25   | 紅   | ももいろクローバーZ  | 2  | ももいろ紅白2013だZ!!                         |
| 26   | 白   | ゴールデンボンバー   | 2  | 女々しくて                                    |
| 27   | 紅   | aiko                 | 12 | Loveletter                                    |
| 28   | 白   | 氷川きよし           | 14 | 満天の瞳                                      |
| 29   | 紅   | 西野カナ             | 4  | さよなら                                      |
| 30   | 白   | TOKIO                | 20 | AMBITIOUS JAPAN!                              |
| 31   | 紅   | 和田アキ子           | 37 | 今でもあなた                                  |
| 企画 | 企画 |                      |    | 「あまちゃん」特別編                          |
| 32   | 紅   | DREAMS COME TRUE     | 15 | さぁ鐘を鳴らせ                                |
| 33   | 白   | 関ジャニ∞            | 2  | 紅白2度目! 呼ばれて飛び出てじぇじぇじぇじぇ!! |
| 34   | 紅   | きゃりーぱみゅぱみゅ | 2  | 紅白2013きゃりーぱみゅぱみゅメドレー          |
| 35   | 白   | 五木ひろし           | 43 | 博多ア・ラ・モード                            |
| 36   | 紅   | Perfume              | 6  | Magic of Love                                 |
| 37   | 白   | ゆず                 | 5  | 雨のち晴レルヤ                                |
| 38   | 紅   | 水森かおり           | 11 | 伊勢めぐり                                    |
| 企画 | 企画 | 嵐                   |    | ふるさと                                      |
| 39   | 紅   | 石川さゆり           | 36 | 津軽海峡・冬景色                              |
| 40   | 白   | 美輪明宏             | 2  | ふるさとの空の下に                            |
| 41   | 紅   | AKB48                | 6  | 紅白2013SP〜AKB48フェスティバル！〜           |
| 42   | 白   | 福山雅治             | 6  | 2013スペシャルメドレー                        |
| 43   | 白   | 泉谷しげる           | 初 | 春夏秋冬2014                                  |
| 44   | 紅   | いきものがかり       | 6  | 笑顔                                          |
| 45   | 白   | 嵐                   | 5  | New Year's Eve Medley 2013                    |
| 46   | 紅   | 松田聖子             | 17 | New Year's Eve Special Song Medley 2013       |
| 46   | 白   | クリス・ハート       | 初 | New Year's Eve Special Song Medley 2013       |
| 47   | 紅   | 髙橋真梨子           | 2  | for you…                                      |
| 48   | 白   | SMAP                 | 21 | Joymap!!                                      |
| 49   | 白   | 北島三郎             | 50 | まつり                                        |

1. ↑  現：timelesz
2. ↑  メンバーの中島健人・菊池風磨は過去にNYC boysとして1回出場。
3. ↑  「Sexy Zone」「Lady ダイヤモンド」「Sexy Summerに雪が降る」「Real Sexy!」「バィバィDuバィ〜See you again〜」の計5曲披露。
4. ↑  「Follow Me」「ごめんなさいのKissing You」を順に披露。
5. ↑  「Preserved Roses」「革命デュアリズム」を順に披露。
6. ↑  「GOUNN」「走れ!」を順に披露。
7. ↑  「暦の上ではディセンバー」「潮騒のメモリー」「地元に帰ろう」を順に披露。
8. ↑  岩手県陸前高田市・高田小学校体育館からの中継出場[13][34]。
9. ↑  現：SUPER EIGHT
10. ↑  「へそ曲がり」「T.W.L」を順に披露。
11. ↑  「にんじゃりばんばん」「もったいないとらんど」を順に披露。
12. ↑  嵐が南大東村立南大東小中学校（沖縄県）を訪ねて交流した様子のVTRの後、全国の小学生が歌う動画とともに嵐が「ふるさと」を歌唱。
13. ↑  「恋するフォーチュンクッキー」「ヘビーローテーション」を順に披露。
14. ↑  神奈川県横浜市・パシフィコ横浜展示ホールより中継。「vs.2013 〜知覚と快楽の螺旋〜」「誕生日には真白な百合を」を順に披露。
15. ↑  「Endless Game」「Breathless」を順に披露。
16. ↑  東京都港区・グランドプリンスホテル新高輪大宴会場「飛天」より中継。「あなたに逢いたくて〜Missing You〜」（聖子のみ）「夢がさめて」（デュエット）を順に披露。
17. ↑  「Mistake!」「Joy!!」を順に披露。

### 選考を巡って
選考に際して「歌がここにある」というテーマの元、「大晦日の夜、視聴者と同じ瞬間に歌で、喜びや感動を共有したい」との意図を重視し、この年の活躍や世論の支持を加味して選考したとしている。

#### 選出
初出場は9組。
- NMB48はAKB48グループとしてはAKB48、SKE48に続く3組目の出場となった。NHKは「3グループとも純粋にCDが売れており、今年の活躍が選考の理由」としている[47]。
- 泉谷しげるは以前から各地を襲った震災の被災地支援や、口蹄疫で被害が大きかった宮崎県の応援を続けているなど、日本中でチャリティー活動をしており、「今年のテーマに合致している」と評価されての選出となった。会見で泉谷は「この違和感…何のドッキリかと思ったら、ホントなんだな」「出たい人いくらでもいるだろうに。やめとけよ、NHK。31日は40年間、仕事してないんだよ、すき焼きパーティーやるんだよ、どうしてくれるんだよ」「（出場は）最初で最後だから、さよなら」などと語った[46][48]。本番直後にも「2度と出るもんか。出ませんよ!!」と言い放っている[注 7]ほか、リハーサル時にはドラマーのミスに激怒する場面があった[49]。泉谷は本番での歌唱終了後、NHKホールを離れ自宅ですき焼きパーティーをしながら本紅白のエンディングを視聴したという[50]。
- サカナクションは『SONGS』などに出演、「ロックバンドとしての表現はすばらしいものがある」との評価が選考理由となった[51]。
- クリス・ハートは日本テレビ系列の外国人を対象としたのど自慢番組『のどじまん ザ!ワールド』で活躍、注目を集めてデビューした。また所属レコード会社のユニバーサル・ミュージック・ジャパン創設10周年記念で松田聖子とデュエットした「夢がさめて」も注目を浴びた。当日は同曲による2人のデュエットでの出場が見込まれ[46][52]、実際に「New Year's Eve Special Love Song Medley 2013」として2人で共演することが発表された。なお、当初は白組から出場予定だったが、演出の関係上聖子メインによる紅組からの出場に変更された。
- Linked Horizonはこの年放送された民放のアニメ『進撃の巨人』の主題歌が大ヒットし、「今年のアニメソングで最も売れた楽曲。アニメソングも1つの音楽のジャンルになっているので評価するべき」として選ばれている[46][53]。

この他、初出場組では民謡界から転身し「南部蝉しぐれ」が大ヒットした福田こうへい、EXILEの妹分であるE-girls、ジャニーズ事務所からはSexy Zone、アルバムリリースや全国ツアーを重ねて知名度を上げたmiwaが選出されている。
返り咲き組では松田聖子に加え、この年下期の連続テレビ小説『ごちそうさん』の主題歌「雨のち晴レルヤ」とNHK全国学校音楽コンクールの中学校の部の課題曲「友 〜旅立ちの時〜」を担当しているゆず、40周年記念アルバムが大ヒットしソロでは29年ぶりの最長ブランクタイ出場となる髙橋真梨子、水樹奈々とのコラボレーションシングルをリリースしたT.M.Revolution、スケジュール等の都合で2年連続で辞退していたが3年ぶりの出場となるDREAMS COME TRUEが選ばれている。
また、過去3回白組から出場していたAAAが紅組から出場。同一のグループおよびメンバーの組替え出場はこれが初となる。エンターテインメント番組部長の古谷太郎は「パワーのあるグループ。最近は紅組は劣勢なので、パワーアップを目指し、紅組で出場して頂くことになった」と説明した。AAAのメンバーは12月29日のリハーサル時にインタビューを受けた際、組替え・紅組移籍について女性メンバーの宇野実彩子は「毎年出させてもらえるかでドキドキしてるので、参加させてもらうだけで十分。でも、びっくりしました。AAAだけでしかできない経験」「女性が周りにいるので心強い」と語ったが、直後男性メンバーの西島隆弘から「大好きな木村さんに会えなくなるね。敵同士になる」とからかわれた。一方、同じく男性メンバーの與真司郎は紅組での出場に「アクセル全開です」と意気込んだ。以後、AAAは第67回（2016年）まで紅白両組入れ替え出場を繰り返すこととなった。

#### 不選出
- 8年連続出場（初出場以来）の倖田來未、4年連続出場（初出場以来）のNYC、2年連続出場（通算6回）の絢香、並びに前回返り咲き出場（通算9回）を果たした中島美嘉は落選[58]。
- AKB48グループのうち、SKE48とNMB48は選出されたものの、HKT48は落選[注 9]。落選に対しメンバーの指原莉乃は「焦らずに声をかけて頂けるまで待つのみです」とコメントした[59]。また一部で初出場が有力視されていたAKB48の公式ライバルグループ・乃木坂46も落選した。
- 小林幸子（この年芸能生活50周年かつ翌年歌手デビュー50周年）は返り咲き出場を目指していたが、「今年の活躍、世論の支持、企画・演出の3点を中心に総合的に選考し、1歩及ばなかった」と2年連続で落選となった[60]。
- 11年ぶりにシングル3作連続首位を記録するなど再ブレークを果たし、第58回（2007年）以来6年ぶりの紅白出場が期待されていたモーニング娘。も落選[61][62]。
- SEKAI NO OWARIは出場内定まで漕ぎ付けたが、最終的には落選となったとされる[63]。
- 華原朋美、家入レオ、KARAも落選[58]。
- 『あまちゃん』の出演者である小泉今日子（前回出場を辞退）や薬師丸ひろ子（翌年正式枠出場）、劇中歌「暦の上ではディセンバー」を歌ったベイビーレイズなどは出場歌手としては選ばれなかったが、「『何かしたい』とは考えていますが、まだ動けていないので、これから考えていきたいですし、ご期待応えていきたい」として企画枠での出演を検討していた[46][64]。その後12月23日に企画コーナーという形で出演することが発表された[14]。

前回の出場歌手の中より、不選出となったのは計13組（紅：7、白：6）。※印は選考時点で既に解散または活動休止していた歌手・グループ。
- 紅組：絢香、倖田來未、中島美嘉、プリンセス プリンセス※、YUI※、YUKI、由紀さおり
- 白組：HY、NYC※、斉藤和義、舘ひろし、ナオト・インティライミ、FUNKY MONKEY BABYS※

### その他
北島三郎は史上初の50回出場を達成、そしてこれを機に紅白勇退宣言をした（先述）。50回目、自身の喜寿という節目であることや、年々減少する紅白の「演歌枠」など演歌界の危機的な状況を受け、自ら引くことで世代交代を進めたいとの意向もあるとされた。北島本人は「50回目の出場を区切りに1本の線を引きたい」とし、その理由について「先輩がいつまでも壁になっているのもよくない。歩いてきた道を譲るのも先輩の役目かもしれない」と語るとともに、「多くの人の支えがあって50回もやってこられた。心からありがとうと伝えたい」とファンへの感謝を述べた。今回を最後に北島は紅白出演を一旦退いた（この時点で「以後は打診があっても辞退する」と発表。「特別枠でのオファーも一切受けない」としていた）が、この後もNHKは毎年北島に出演（正式出場歌手としてのみならず、ゲスト審査員や特別枠、白組司会としての出演を打診しているとも報じられている）の打診を続け、NHKに北島の紅白復帰を望む声も多く寄せられた。そしてその後、第69回（2018年）で特別枠・第71回（2020年）でスペシャルゲストとして再出演している。
和田アキ子と石川さゆりは紅組歌手として36回目（前者は紅白両組通算では37回目）の出場となり、紅組歌手の最多出場記録となった。
TOKIOはグループで史上初の20年連続出場を達成。
満78歳の美輪明宏は藤山一郎の持つ最年長出場記録に並んだ。
森進一は『週刊新潮』（2014年1月16日号）によると、選考時には当落線上で最後の最後で滑り込む形で出場が決定したという。
和田の歌唱曲について、当初「あの鐘を鳴らすのはあなた」と予想するメディアもあった。
番組側はこの年亡くなった島倉千代子への追悼として、島倉の葬儀で弔辞を読んだ石川さゆりに島倉の持ち歌である「東京だョおっ母さん」や「人生いろいろ」の歌唱を要請していたが、石川が「島倉さんとは親しいですが、都はるみさんや五木ひろしさんなど、自分よりも仲の良かった先輩歌手がいるのに、そんな出しゃばった真似はできない」とその打診を断ったとされる。
本紅白内でAKB48からの卒業を発表した（先述）大島優子は実際翌年6月にグループを卒業するも、第66回（2015年）における同グループのステージにサプライズ出演した。

### 曲順を巡って
浜崎あゆみが6年連続で紅組トップバッターおよび先行トップバッターを務めた。自身の持つトップバッター担当の通算・連続記録を更新した。浜崎は今回の出場を最後に紅白を卒業した。
紅組トリに髙橋真梨子、白組トリおよび大トリに4年連続でSMAPが起用され、正規大トリであるSMAPの歌唱後に「究極の大トリ」として北島三郎が歌唱するという史上初の試みが実施された。
紅組トリを務めた髙橋はソロ2回目（ペドロ&カプリシャス時代を入れても3回目）の出場での異例のトリ選出。また、今回の高橋（当時64歳）の紅組トリは紅組トリ担当者のの最年長記録となっている。髙橋以外で紅組トリの候補として各メディアで報じられたのは、この年デビュー45周年を迎えた和田アキ子、この年デビュー40周年を迎えた石川さゆり、また番組終盤での出演が報じられていたDREAMS COME TRUE・AKB48・いきものがかり（前回担当者）も有力候補に挙げられていた。
SMAPは史上初の4年連続での白組トリ担当となった。いわゆる若手から中堅の年代では最多の21回出場となり、スポーツニッポンが「有力」と報じていた。
北島は13回目の白組トリ並びに11回目の大トリとなった。トリ13回は美空ひばり・五木ひろしに並び最多、大トリ11回はひばりと並び最多（白組歌手に限れば単独で最多）。また、今回の北島（当時77歳）のトリはトリ担当者の最年長記録となっている。
北島を「究極の大トリ」との形を取る演出についてはSMAPが属するジャニーズ事務所の意向があったとの説もあるが、同事務所社長のジャニー喜多川は「（紅白の中で）もう少し北島さんを立てていただきたかった。もっと暖かく対応しないと。それだけが残念ですね」と語っている。
北島の大トリ起用については、曲順発表前より各メディアで有力視されていた。髙橋・SMAPを正規トリ、北島を「究極の大トリ」とする演出についても曲順発表前にマスコミでスクープされていた。
第56回（2005年）以降、9年連続で白組歌手が大トリを務めていたが、これは今回でストップ。翌年の第65回、第66回は紅組歌手（松田聖子）が大トリを務めた。

## 司会者
- 紅組：綾瀬はるか（この年の大河ドラマ『八重の桜』の主人公・新島八重役）[83]
- 白組：嵐（大野智、櫻井翔、相葉雅紀、二宮和也、松本潤）[83]
- 総合：有働由美子（東京アナウンス室）[83]

綾瀬は初の紅組司会。前回では、ゲスト審査員を務めた綾瀬が紅組司会の堀北真希と共に嵐の歌手出番の曲紹介を行う場面があった。
嵐は4年連続での白組司会、これは佐良直美、黒柳徹子、中居正広（SMAP）に並びNHKアナウンサー以外における連続での組司会担当の最長記録となる。また、NHKアナウンサー以外が白組司会を4年連続で担当するのは嵐が史上初。前回まではほぼ全編5人全員で進行する形だったが、今回並びに第65回（2014年）はメンバーがパートごとに分かれて進行する形が取られた。
有働は2年連続での総合司会。女性が単独で複数回総合司会を担当するケースは初めて。
司会陣にNHKの男性アナウンサーが2年以上起用されなかった事例は今回も今回が初めて。
司会発表日、松本が『あさイチ』（有働司会）にゲスト出演、番組終盤では嵐全員が登場する一幕があった。
スポーツ報知がこの年8月8日付で綾瀬と嵐の両組司会が内定したと報道。
実際選出者以外で組司会の候補と報じられた人物としては、紅組では仲間由紀恵、杏、鈴木奈穂子（東京アナウンス室）、小泉今日子、滝川クリステル、能年玲奈、白組ではSMAP、中居正広、井ノ原快彦（20th Century）がいる。
綾瀬は本番終了後、報道陣の取材に対し、自身の司会ぶりについて「60点」と語った。「来年も司会やりたい?」との質問には、やや考えた後に「そうですね」と笑顔で意欲を見せた。さらに後日、イベント出席時にマスコミから本紅白の感想を聞かれた綾瀬は本番中にミスを連発したことを反省し「もし何か司会をすることがあれば、次は歌手の方が気持ちよく歌えるように、もっと練習してやりたいなと思います」と述べた。

## 審査員
- ゲスト審査員（別記）
- 会場審査員（NHKホールの観客全員）
- デジタルTV審査員（総合テレビジョンの視聴者 定員なし）
- ケータイ審査員（携帯電話による審査 事前登録が必要・定員に達し次第しめ切り）
- ワンセグ審査員（ワンセグ搭載型の携帯電話による審査 定員なし）
- スマートフォン審査員（スマートフォンによる審査 事前登録が必要・定員に達し次第しめ切り）

## ゲスト出演者

### ゲスト審査員
- 田中将大（東北楽天ゴールデンイーグルス投手）：今シーズン24勝無敗でイーグルスを初の日本一に導く原動力に。各種タイトル・賞を総なめ。
- 滝川クリステル （フリーアナウンサー）：2020年東京オリンピック・パラリンピック招致アンバサダーを務め、新語・流行語大賞年間大賞にも選ばれた「お・も・て・な・し」のスピーチで招致実現に貢献。
- 宮藤官九郎（脚本家・映画監督・俳優）：この年上期の連続テレビ小説『あまちゃん』の作者。新語・流行語大賞年間大賞にも選ばれた「じぇじぇじぇ」の受賞者。第56回（2005年）でグループ魂のメンバーとして出場。
- 宮本信子（女優）：『あまちゃん』のヒロインの祖母・天野夏役。
- 杉良太郎（俳優・歌手）：この年、外務省から日・ASEAN特別大使を委嘱され、11月には友好協力40周年音楽祭の実行委員会会長を務める。
- 風吹ジュン（女優）：『八重の桜』の主人公の母・山本佐久役。出演映画『そして父になる』が第66回カンヌ国際映画祭で審査員賞を受賞。
- 岡田准一（歌手・俳優・V6のメンバー）：翌年の大河ドラマ『軍師官兵衛』の主人公・黒田官兵衛役。この年公開され、主演した映画『永遠の0』が第38回日本アカデミー賞最優秀主演男優賞など賞を総なめした。
- 杏（ファッションモデル・女優）：この年下期の連続テレビ小説『ごちそうさん』のヒロイン・卯野（西門）め以子役。
- 片岡愛之助（歌舞伎俳優）：この年のドラマ10『ガラスの家』の村木陽介役。「倍返し」が新語・流行語大賞年間大賞になったTBSドラマ『半沢直樹』にも出演し注目を浴びる。
- 阿川佐和子（作家・エッセイスト）：著書『聞く力－心をひらく35のヒント』が150万部を突破するベストセラーに。

ゲスト審査員の発表前、『スポーツニッポン』（2013年12月9日）が「宮本の起用が決定、滝川・杏・岡田の起用が内定、田中が候補に挙がっている」と報じた。

### あまちゃん特別編
- 天野アキ（能年玲奈）：能年は紅白PR大使も務めた。
- 天野春子（小泉今日子）
- 黒川正宗（尾美としのり）
- 鈴鹿ひろ美（薬師丸ひろ子）
- 足立ユイ（橋本愛）
- 足立ヒロシ（小池徹平）
- 今野弥生（渡辺えり）
- 長内かつ枝（木野花）
- 長内六郎（でんでん）
- 安部小百合（片桐はいり）
- 大向大吉（杉本哲太）
- 吉田正義（荒川良々）
- 菅原保（吹越満）
- 小田勉（塩見三省）
- ヒビキ一郎（村杉蝉之介）
- GMTスペシャルユニット feat. アメ横女学園
  - 入間しおり（松岡茉優）
  - 遠藤真奈（大野いと）
  - 宮下アユミ（山下リオ）
  - 喜屋武エレン（蔵下穂波）
  - 有馬めぐ（足立梨花）
  - 成田りな（水瀬いのり）
  - ベイビーレイズ

- 天野忠兵衛役の蟹江敬三は、体調不良のため不参加。その後2014年3月30日に胃がんのため死去。

### 企画・応援ゲスト
- 岸優太、神宮寺勇太、岩橋玄樹、高橋海人、目黒蓮、原嘉孝：当時ジャニーズJr.、Sexy Zoneのサポート。
- 塚地武雅（ドランクドラゴン）：『LIFE!〜人生に捧げるコント〜』のキャラクター、イカ大王に扮して何度見切れるかの企画に挑戦。
- くまモン、ふなっしー、なめこ：この年活躍したゆるキャラ。オープニング、紅白舞台裏リポート、氷川きよし・AKB48・北島三郎のサポート。
- 林修：「今でしょ!」が新語・流行語大賞年間大賞に。紅白ウラトークチャンネルほかにゲスト出演。
- 荒井英之（バレエダンサー）：郷ひろみのサポート。
- 壇蜜：この年大活躍したタレント。同郷の藤あや子のサポート。
- 鉄拳：『あまちゃん』でパラパラ漫画によるアニメーションを作画。他にはAKB48・北島三郎をサポートした。
- 内山正則：ゴールデンボンバーの歌唱中、喜矢武豊の替え玉としてパフォーマンスを披露[101]。
- コロッケ：『ごきげん歌謡笑劇団』の司会。aikoと氷川きよしの曲間で紅白出場歌手にまつわる最新のものまねを披露。
- 指原莉乃（HKT48）：五木ひろしのサポートおよびAKB48の「恋するフォーチュンクッキー」のセンター担当。
- 東出昌大：『ごちそうさん』のヒロインの夫・西門悠太郎役。主題歌を歌うゆずの曲紹介。
- 大久保佳代子（オアシズ）：水森かおりの曲紹介、AKB48のサポート、最終審査アシスタント。
- パパイヤ鈴木：「恋するフォーチュンクッキー」の振り付けを行ったAKB48のサポート。
- 藍心湄（中国語版）、浩角翔起（中国語版）、Janet（中国語版）：『2014臺北最HIGH新年城跨年晚會（中国語版）』の司会者。福山雅治の曲中。台湾・台北市政府前市民広場からの中継。
- 佐藤真海（パラリンピック陸上選手）：歌がここにある 特別企画・「ふるさと」、VTR出演。二宮が取材を担当。
- 上原浩治（ボストン・レッドソックス投手）：同上。相葉が取材を担当。
- 白井健三（体操選手）：同上。松本が取材を担当。
- 窪寺恒己（海洋生物学者）：同上。櫻井が取材を担当。
- 若田光一（宇宙飛行士）：同上。大野が取材を担当。

### 演奏ゲストなど
- あまちゃんスペシャルビッグバンド：オープニングテーマ「64回だョ!紅白歌合戦!」および企画コーナー「歌がここにある 特別企画・あまちゃん特別編」での演奏担当[2]。
  - 大友良英（ギター）/ 江藤直子（ピアノ、ストリングスアレンジ）/ 近藤達郎（キーボード、パーカッション）/ 斉藤寛（フルート、ピッコロ）/ 井上梨江（クラリネット）/ 鈴木広志（サックス）/ 江川良子（サックス）/ 東涼太（サックス）/ 佐藤秀徳（トランペット）/ 今込治（トロンボーン）/ 木村仁哉（スーザホン）/ 大口俊輔（アコーディオン）/ 高井康生（ギター）/ かわいしのぶ（ベース）/ 芳垣安洋（ドラムス）/ 小林武文（パーカッション）/ 上原なな江（パーカッション）/ 相川瞳（パーカッション）/ Sachiko M（サインウエーブ）/ サンズリバーズ（高瀬“Makoring”麻里子、飯田希和、加藤圭子）（コーラス）
- 佐々木次彦（指揮）、金原千恵子ストリングス、堀米綾（ハープ）：企画コーナー内・鈴鹿ひろ美「潮騒のメモリー」の演奏を担当[2]。
- 鼓童：坂本冬美「男の火祭り」で和太鼓を演奏。
- 井上麻里奈：TVアニメ『進撃の巨人』アルミン・アルレルト役。Linked Horizon「紅蓮の弓矢 [紅白スペシャルver.]」でのナレーション[注 12]。
- 岩手県立不来方高等学校音楽部、岩手県立釜石高等学校音楽部、岩手県立大船渡高等学校音楽部、宮城県気仙沼高等学校合唱部：DREAMS COME TRUE「さぁ鐘を鳴らせ」でコーラスとして参加[34]
- 平尾昌晃：エンディング「蛍の光」で指揮担当。

### その他の番組担当者
- ラジオ中継：吉田一貴、久保田祐佳（いずれも東京アナウンス室）
- テレビ放送副音声『紅白ウラトーク』：テリー伊藤、橋本奈穂子（東京アナウンス室）
- 松田聖子&クリス・ハート中継担当：小林千恵（東京アナウンス室）

## パブリックビューイング
今回は以下の箇所において、スーパーハイビジョンを用いたパブリックビューイングが開催された。
- 横浜赤レンガ倉庫（神奈川県横浜市中区）
- グランフロント大阪（大阪府大阪市北区）
- イオンシネマ幕張新都心（千葉県千葉市美浜区）

## 視聴率
視聴率は関東地区では前半36.9%、後半44.5%となり、後半の視聴率が3年連続年間視聴率1位となった。関西地区では前半38.8%、後半が43.8%であり、関西地区での年間視聴率が『半沢直樹』最終回の45.5%で破れ、関西地区の紅白の視聴率が民放ドラマに敗れたのは、2004年の『白い巨塔』以来、9年ぶり2度目であった。なお、関東地区についても『半沢直樹』最終回との年間視聴率1位争いが各所で話題となった。
関東地区における瞬間最高視聴率は北島三郎歌唱時の50.7%である。